# براد مغربي

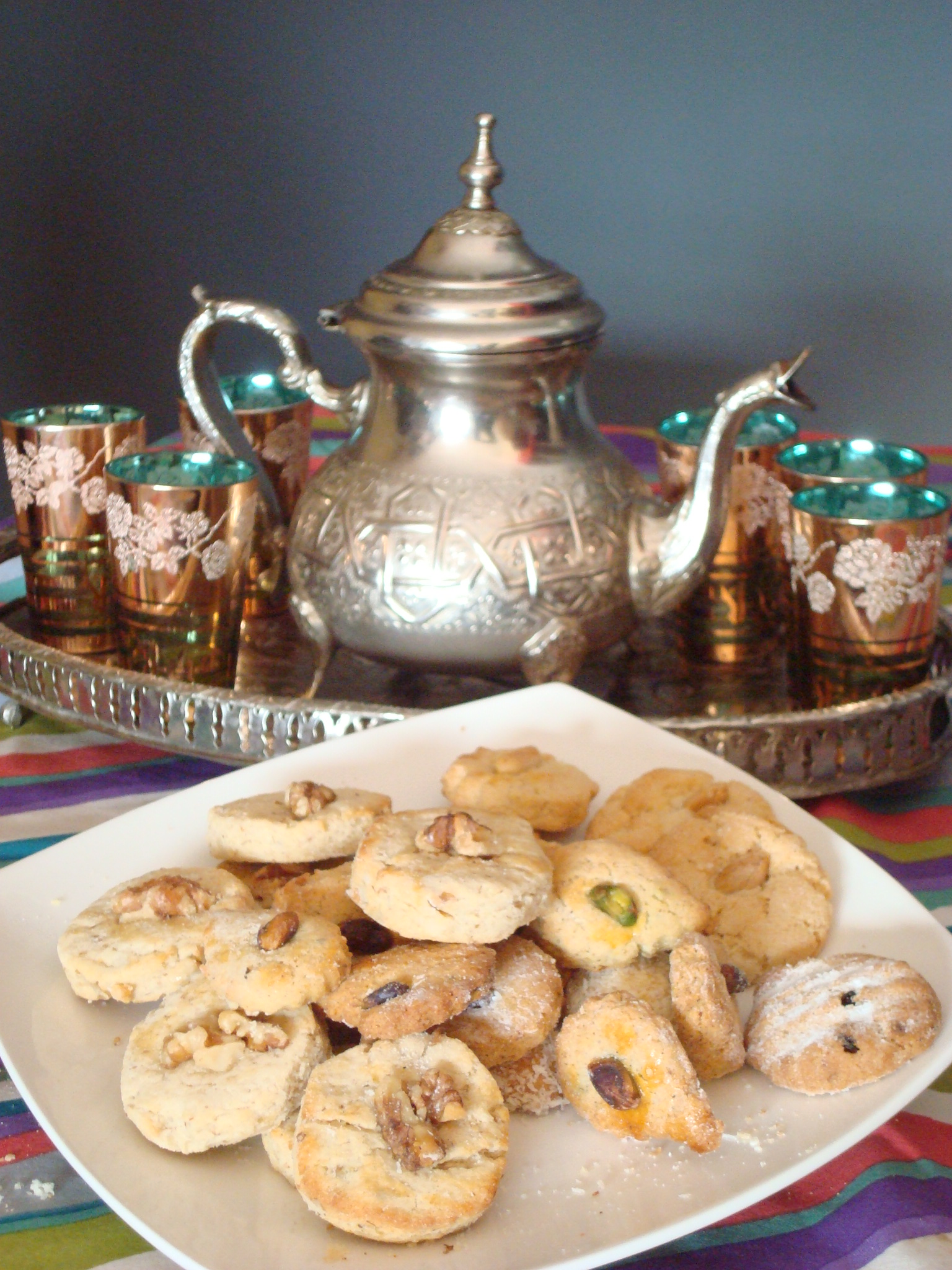
صينية أتاي، مع طبق من الحلويات التقليدية في الغرب و الجزائر و تونس

البرّاد  هو إبريق يُصنع خصيصًا لشرب الشاي حيث يعد قطعة فنية أصيلة داخل كل بيت . يصنع البراد من المعدن وتتخلله زخرفة ونقوش متنوعة، ويقدّم كتذكار أو هدية في بعض المناسبات كالأعراس والأعياد أو الزيارات ذات الطابع العائلي أو في المُناسبات والأعياد ذات الطابع الديني مثل عيد الفطر.

## الشكل والجمالية
غالبا ما يوضع البراد يتوسط أكواب الشاي الزجاجية على صينية مستديرة أو مستطيلة، تؤثّثها أكواب تحيط بالبراد على شكل اسطواني، تزينها وريقات من النعناع التي توضع في أحد الكؤوس على الصّينية، وغالبا ما تكون هي الأخرى مزخرفة كما هو شأن البراد، بنقوشاته وزخرفات ذات طابع فني جمالي، يتميز حسب الجهة والمنطقة ما بين البراد الفاسي والصحراوي والأطلسي لا من حيث الشكل ولا من حيث الذوق العام .